# Église Saint-Loup de Châlons-en-Champagne
Pour les articles homonymes, voir Église Saint-Loup.
L'église Saint-Loup est une église catholique située à Châlons-en-Champagne, en France.

## Localisation
L'église est située dans le département français de la Marne, sur la commune de Châlons-en-Champagne.

## Historique
La première église, à pan de bois remonte au XIIIe siècle avec la création de la paroisse éponyme ; au début XIVe siècle une tour clocher y fut ajoutée et un portail achevé en 1662. Une importante restructuration voulue par l'abbé Chapiteau fut menée à partir de 1885 par l'architecte Ernest Collin ; l'ancien portail fut démonté et se trouve actuellement passage Henri Vendel dans la cour de l'Hôtel Dubois de Crancé.

Depuis le 29 décembre 1981, le portail est classé au titre des monuments historiques alors que le reste de l'église est inscrit.

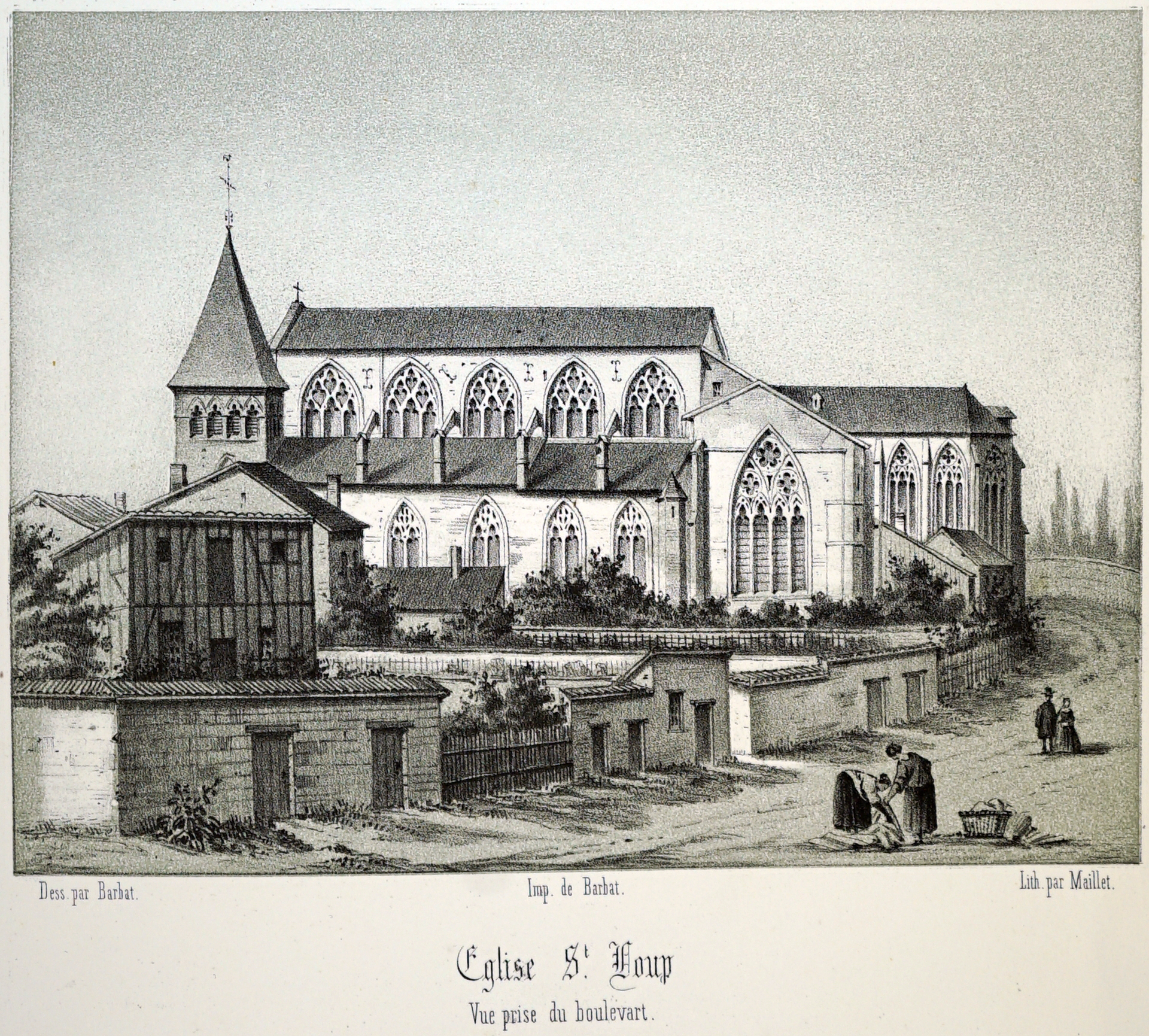
Vue ancienne
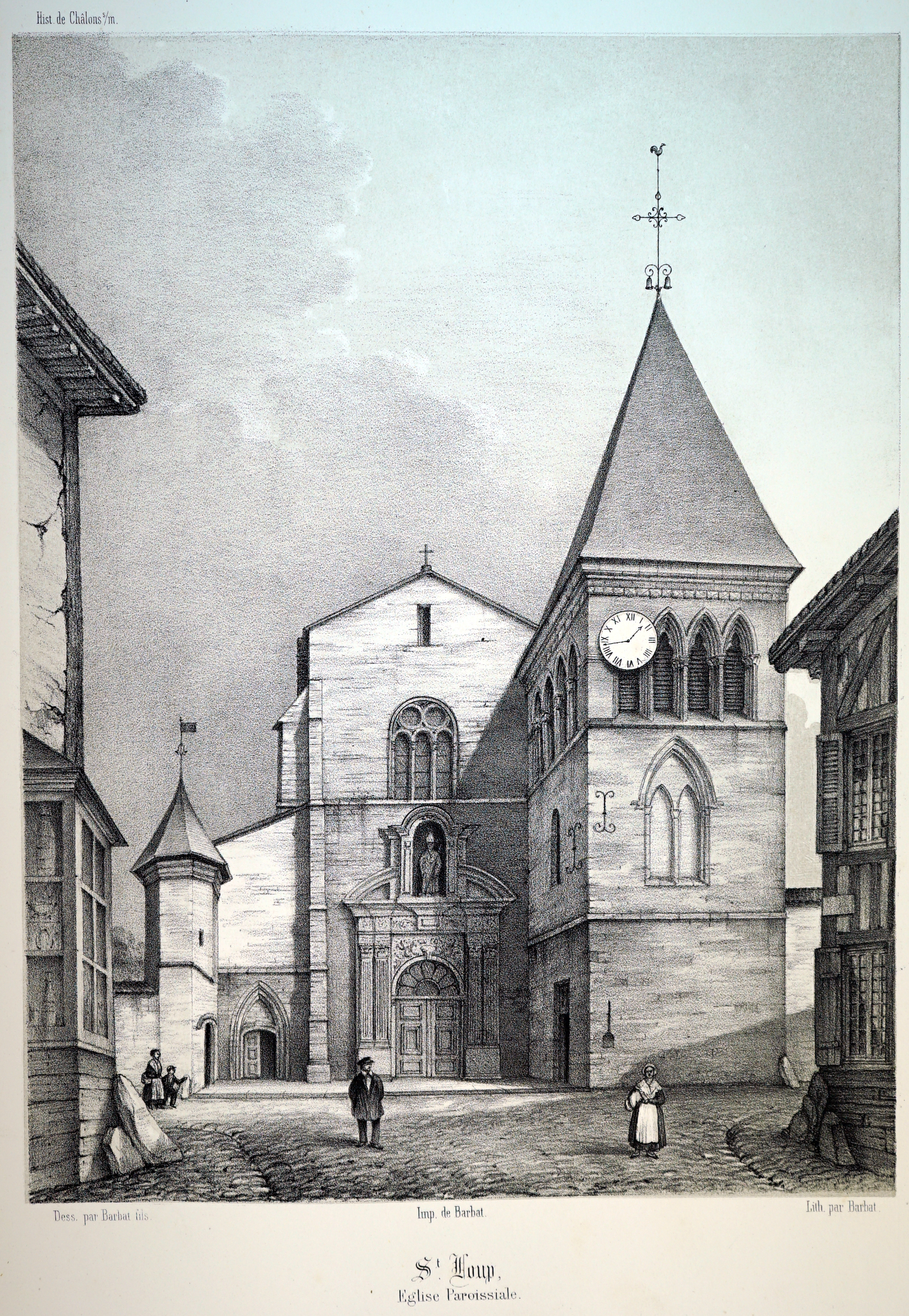
du portail,
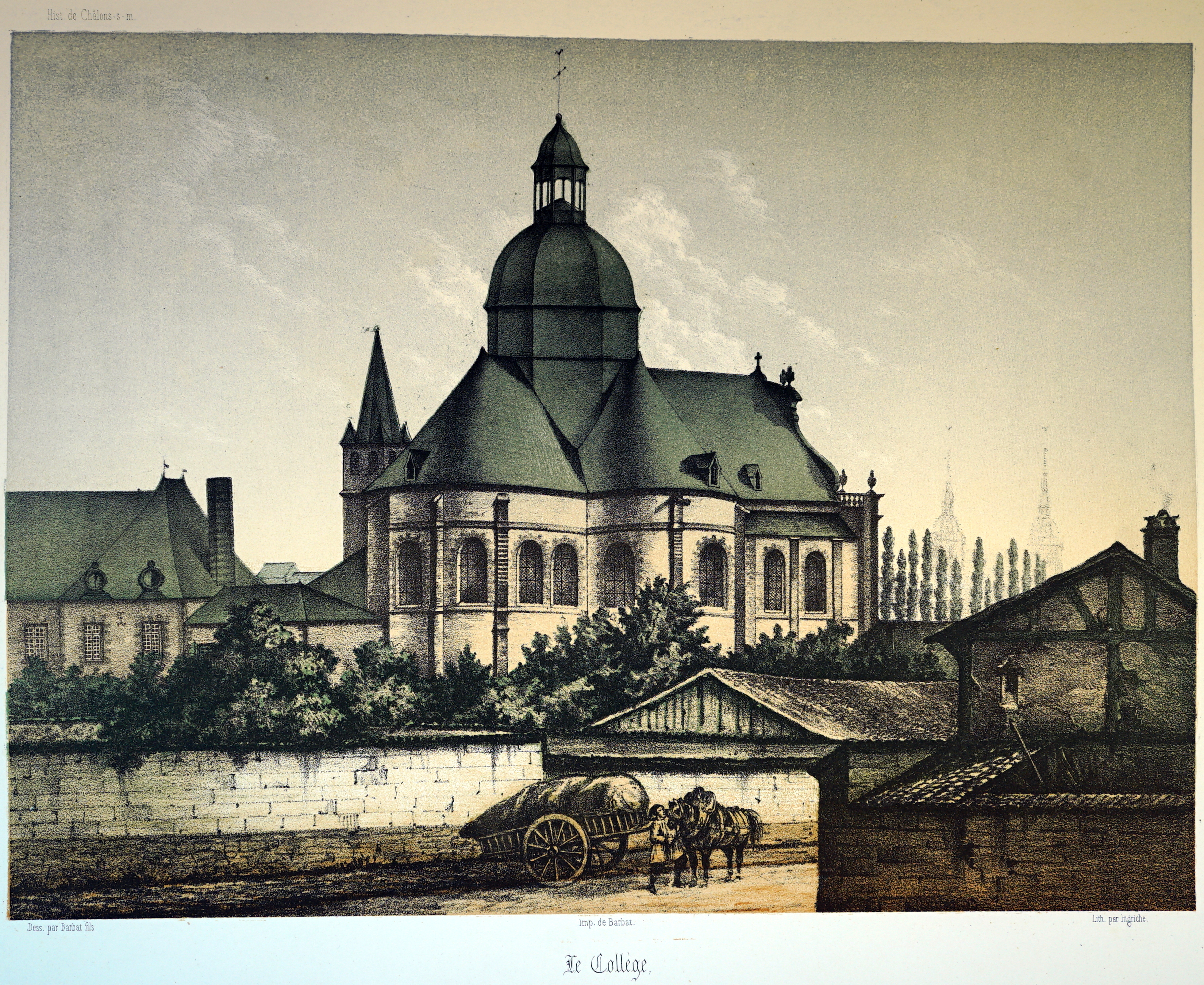
et du chevet.

## Description

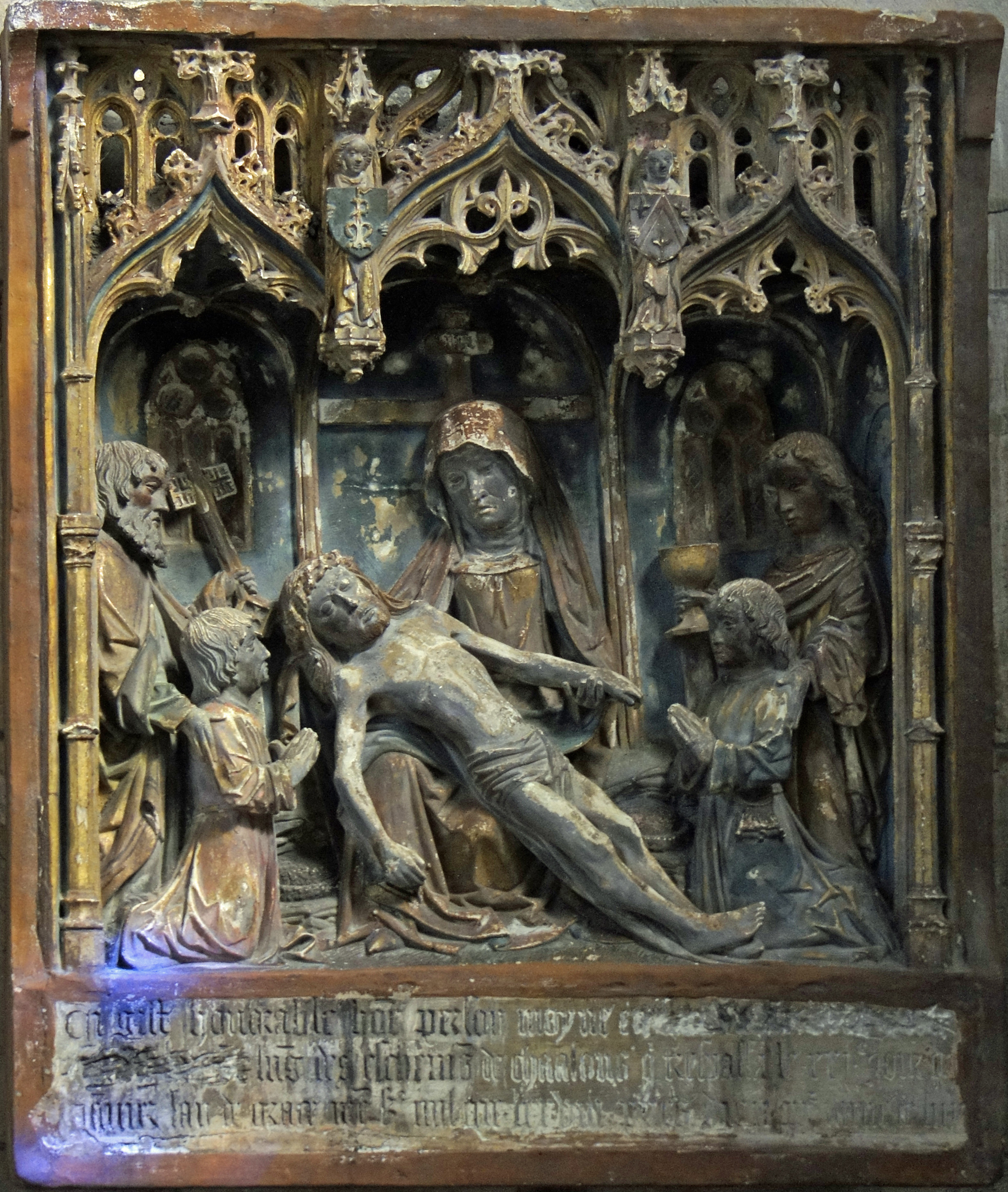
Pieta à Pierre et Jean Moynes.

Elle est décorée de nombreuses verrières datant du XVe siècle pour les plus anciennes. Des reliquaires comme celui du tombeau de sainte Victoire pesant 265 kg, une pietà peinte à Jean et Pierre Moynes, une allégorie à la fondation de la paroisse et de très nombreux châpiteaux ornementés avec des figures animalières : lion, chien, escargots et autres animaux fabuleux, une importante statuaire.

## Galerie d'images

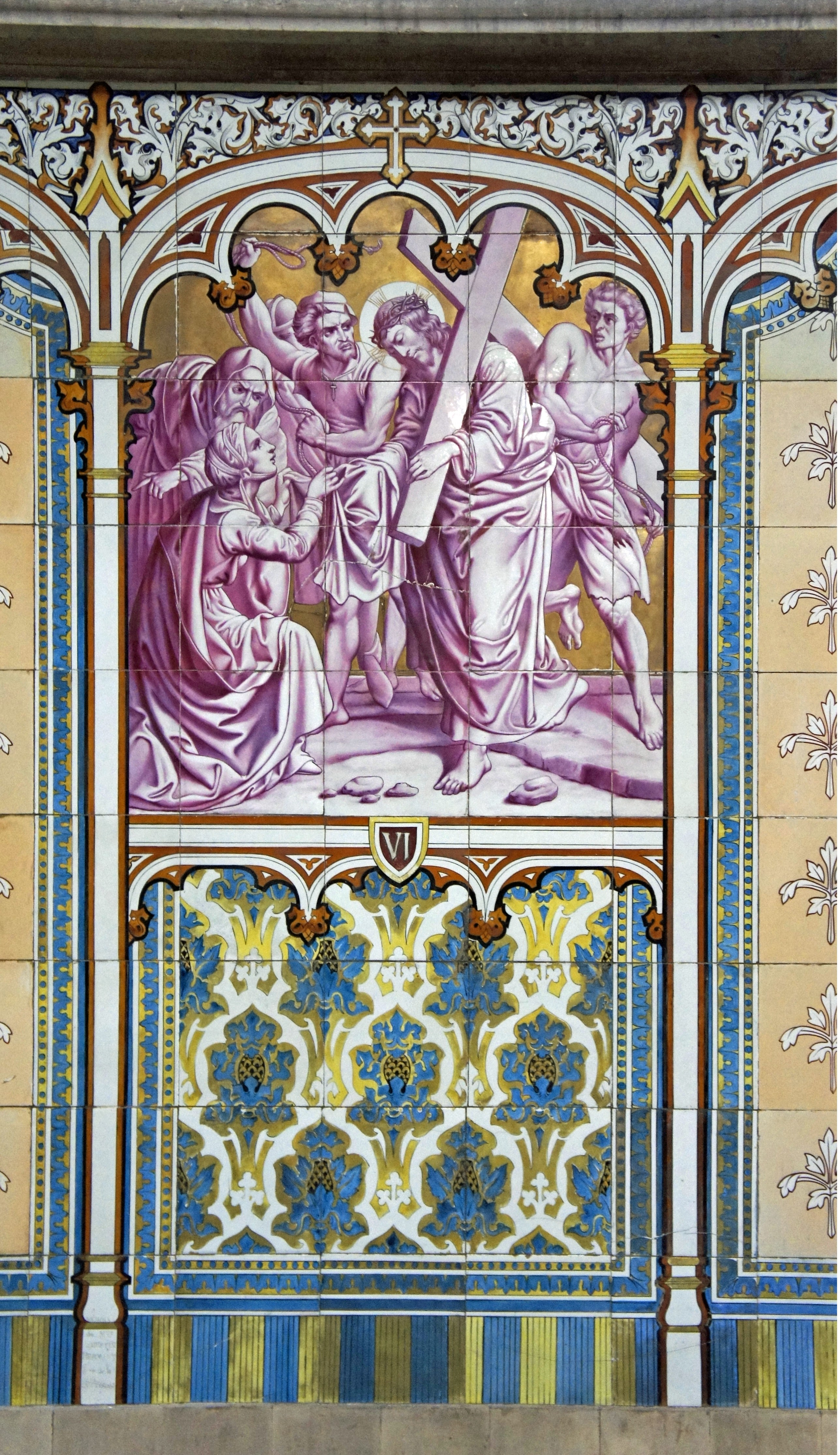
un exemple du chemin de croix en émaux.
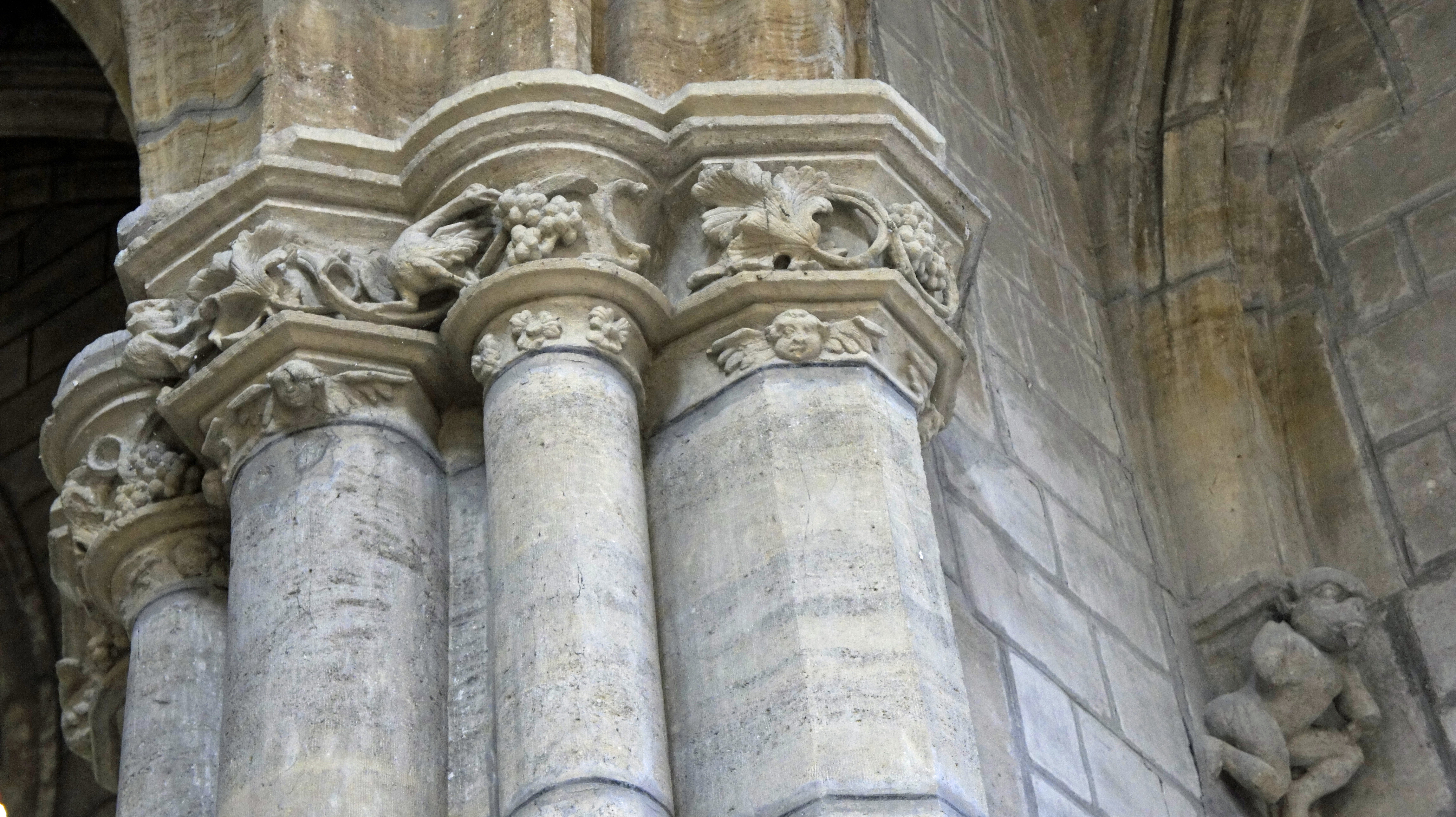
des figures : Oie zéphyr et diable.
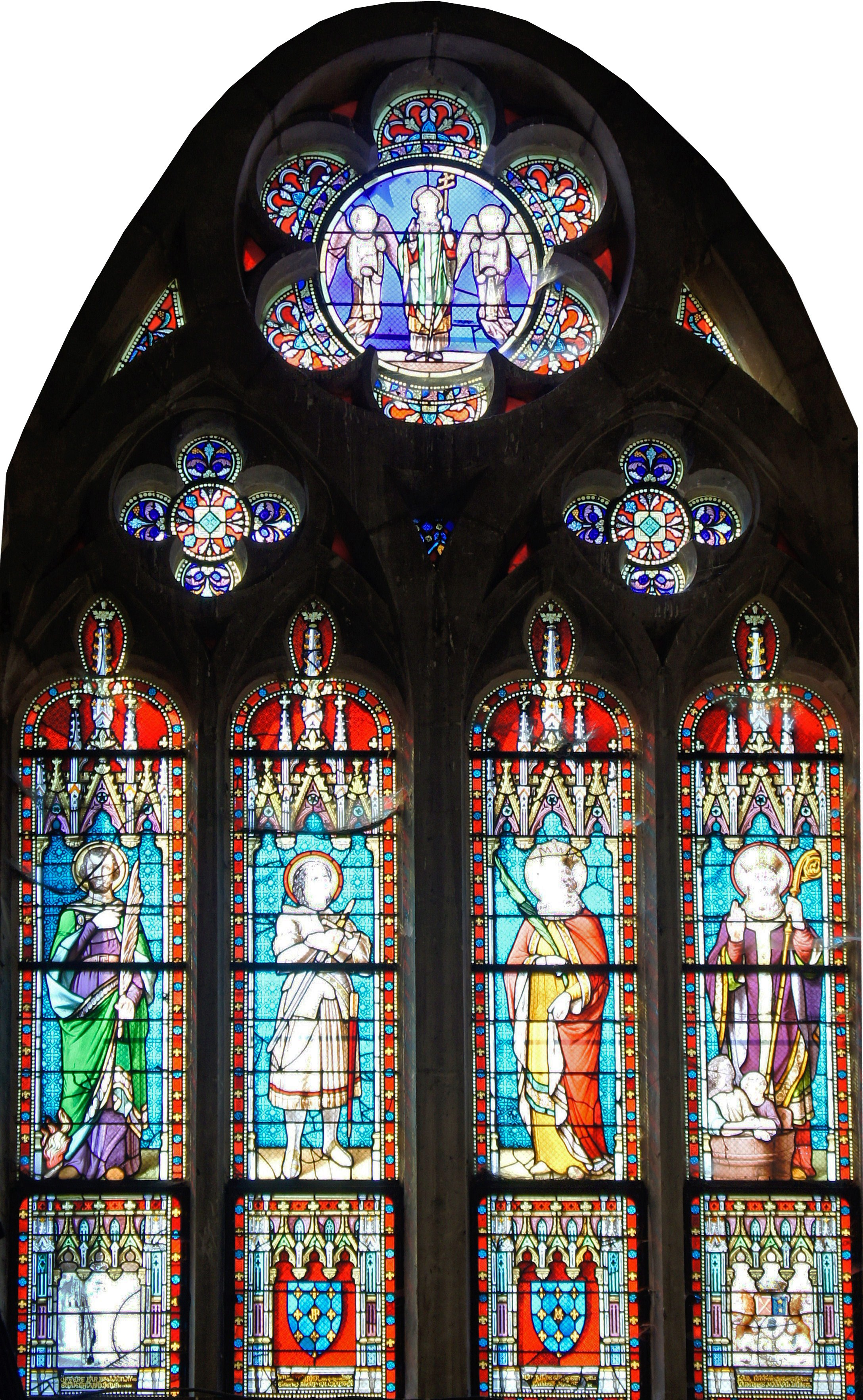
Vitrail au dessus-du portail.
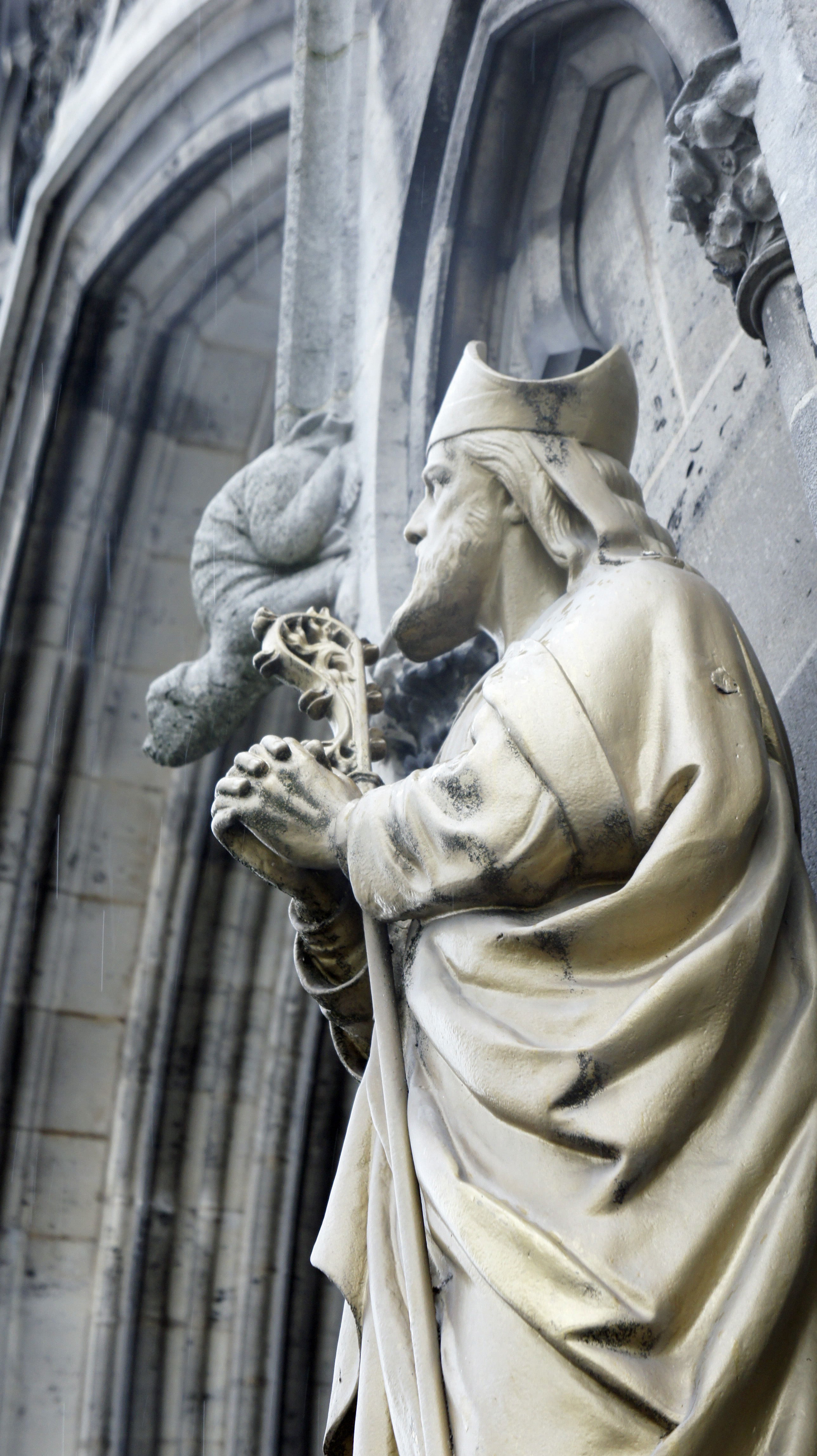
une statue du portail.
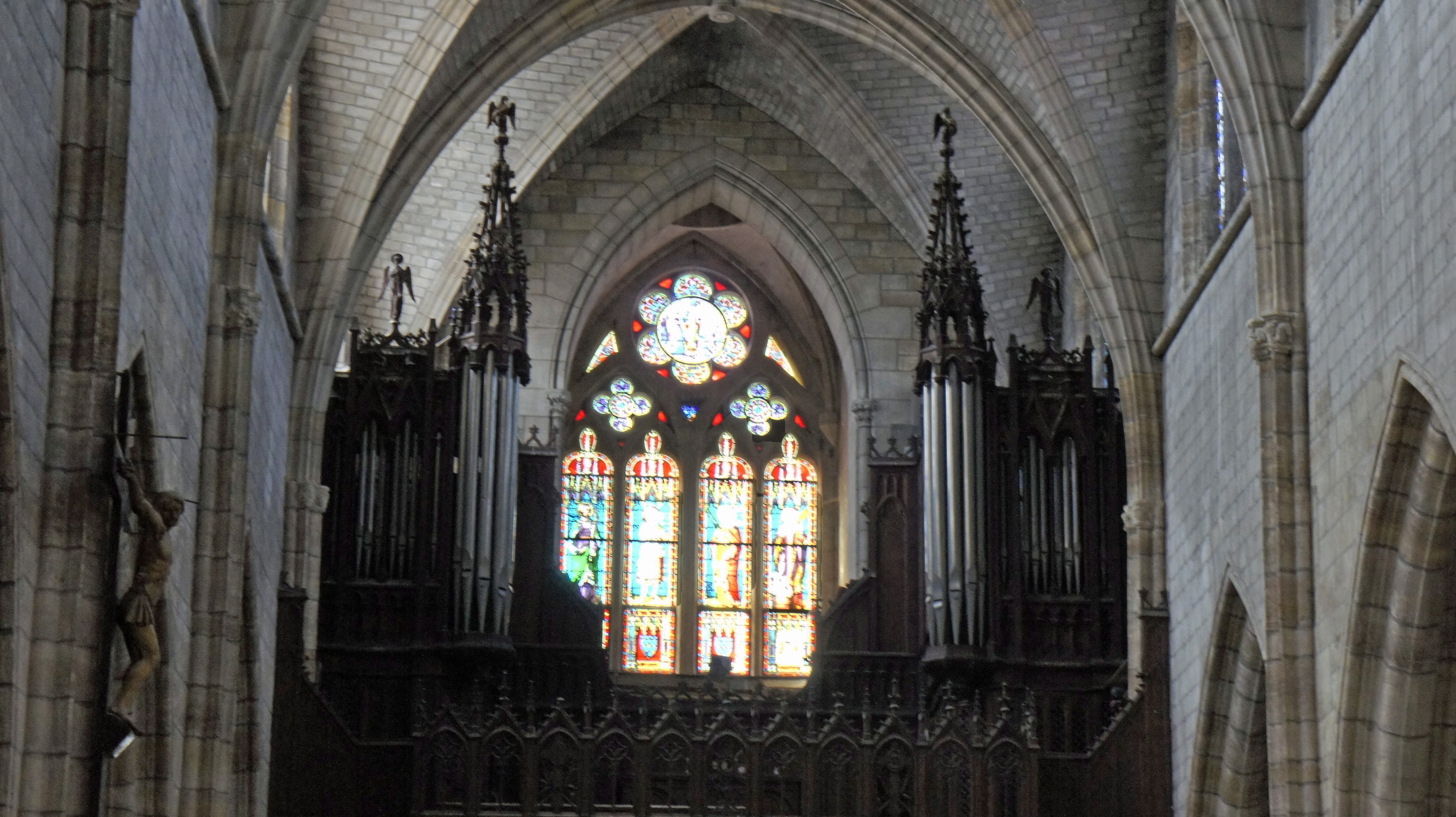
De l'orge classé
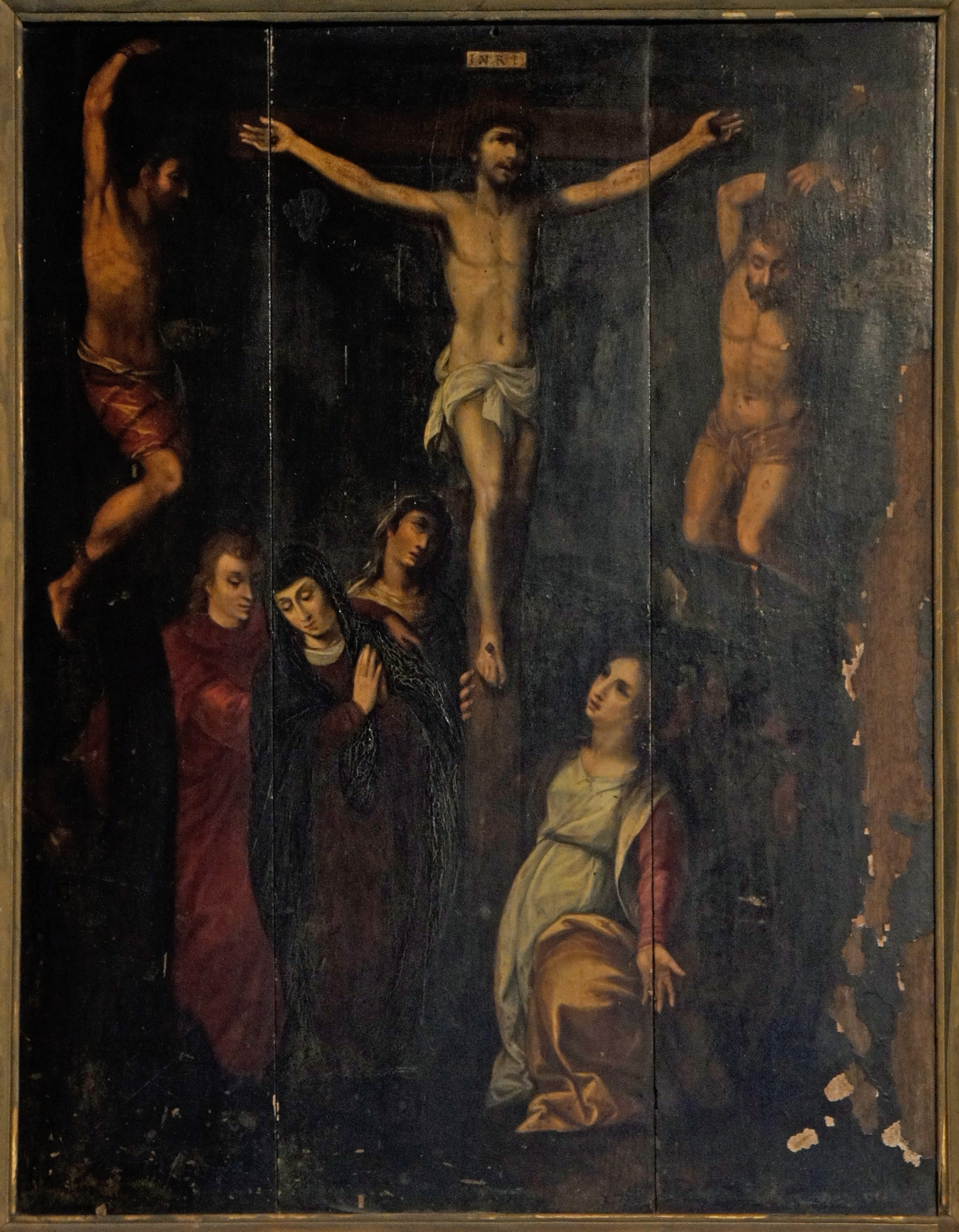
Un tableau du Christ en croix.